# Лес Клейпул
Лес Клейпул (англ. Les Claypool) — американський рок-музикант, бас-гітарист, найбільш відомий завдяки участі у рок-гурті Primus.
Лес Клейпул народився 29 вересня 1963 в Ричмонді, штат Каліфорнія, США. В школі він захопився рок-музикою та почав грати на бас-гітарі, надихаючись такими музикантами, як Гедді Лі (Rush), Кріс Сквайр (Yes) та Пол Маккартні. Одним зі шкільних товаришів Клейпула був Кірк Гемметт, який пізніше став соло-гітаристом рок-гурту Metallica. Гемметт запрошував Клейпула доєднатися до шкільного колективу, в якому грав сам, але той відмовився та приєднався до гурту Blind Illusion, що виконував прогресивний метал. Клейпул також зацікавився джазовими та свінг-бендами, і почав використовувати техніку гри слепом.
Клейпул починав кар'єру з участі в кавер-бенді Tommy Crank Band, але в першій половині 1980-х років почав писати власні пісні. Врешті решт він заснував гурт Primate, в якому грав на басу та співав, а іншими членами були гітарист Тодд Хут та барабанщик Джей Лейн. Невдовзі цей проєкт було призупинено, Хут залишив гурт, а Клейпул повернувся до Blind Illusion, записавши з ним треш-метал-альбом The Sane Asylum. Після смерті Кліффа Бертона 1986 року Лес Клейпул пройшов прослуховування на місце бас-гітариста Metallica, але його стиль не відповідав гуртові, тому замість нього взяли Джейсона Ньюстеда.
1989 року Клейпул відновив власний проєкт, який отримав назву Primus. Двома іншими учасниками гурту були колишній гітарист Blind Illusion Ларрі Лалонд та барабанщик Тім Александер. Тріо видало два альбоми Suck on This та Frizzle Fry не незалежному лейблі Caroline, а 1991 року підписали контракт з мейджор-лейблом Interscope і випустили платівку Sailing the Seas of Cheese, що невдовзі стала «золотою». 1993 року Primus виступали як хедлайнери на фестивалі Lollapalooza, після чого продовжували випускати нові альбоми.
Окрім Primus Лес Клейпул брав участь у багатьох сторонніх та сольних проєктах, серед яких Sausage, Les Claypool and the Holy Mackerel, гурти The Frog Brigade, Oysterhead, The Claypool Lennon Delirium, Duo De Twang.